# Olympische Winterspiele 1928/Eiskunstlauf
Bei den II. Olympischen Winterspielen 1928 in St. Moritz fanden drei Wettbewerbe im Eiskunstlauf statt. Ursprünglich war das Eisstadion Badrutts Park als Austragungsort vorgesehen, jedoch wurden die Wettkämpfe aufgrund schlechten Wetters auf die Kulm Eisbahn verlegt.

## Bilanz

### Medaillenspiegel
| Platz | Land               | Gold | Silber | Bronze | Gesamt |
| ----- | ------------------ | ---- | ------ | ------ | ------ |
| 1     | Frankreich         | 1    | –      | –      | 1      |
| 1     | Norwegen           | 1    | –      | –      | 1      |
| 1     | Schweden           | 1    | –      | –      | 1      |
| 4     | Österreich         | –    | 3      | 1      | 4      |
| 5     | Belgien            | –    | –      | 1      | 1      |
| 5     | Vereinigte Staaten | –    | –      | 1      | 1      |

### Medaillengewinner
| Konkurrenz | Gold                        | Silber                     | Bronze                         |
| ---------- | --------------------------- | -------------------------- | ------------------------------ |
| Herren     | Gillis Grafström            | Willy Böckl                | Robert Van Zeebroeck           |
| Damen      | Sonja Henie                 | Fritzi Burger              | Beatrix Loughran               |
| Paare      | Andrée Joly / Pierre Brunet | Lilly Scholz / Otto Kaiser | Melitta Brunner / Ludwig Wrede |

## Ergebnisse
- K = Kür
- P = Pflicht
- Pz = Platzziffer
- Pkt. = Punkte

### Herren
| Platz | Land | Sportler             | P             | K             | Pz            | Pkt.          |
| ----- | ---- | -------------------- | ------------- | ------------- | ------------- | ------------- |
| 1     | SWE  | Gillis Grafström     | 01            | 01            | 012           | 1630,75       |
| 2     | AUT  | Willy Böckl          | 02            | 02            | 013           | 1625,50       |
| 3     | BEL  | Robert Van Zeebroeck | 03            | 03            | 027           | 1542,75       |
| 4     | AUT  | Karl Schäfer         | 06            | 04            | 035           | 1463,75       |
| 5     | TCH  | Josef Slíva          | 05            | 05            | 036           | 1469,00       |
| 6     | FIN  | Marcus Nikkanen      | 04            | 08            | 046           | 1480,00       |
| 7     | FRA  | Pierre Brunet        | 07            | 07            | 050           | 1447,75       |
| 8     | AUT  | Ludwig Wrede         | 10            | 06            | 053           | 1368,75       |
| 9     | GBR  | John Page            | 08            | 11            | 072           | 1424,00       |
| 10    | USA  | Roger Turner         | 09            | 12            | 067           | 1363,50       |
| 11    | USA  | Sherwin Badger       | 13            | 09            | 073           | 1324,00       |
| 12    | GER  | Paul Franke          | 14            | 10            | 076           | 1326,00       |
| 13    | CAN  | Montgomery Wilson    | 11            | 16            | 092           | 1345,00       |
| 14    | GBR  | Ian Bowhill          | 15            | 14            | 101           | 1202,75       |
| 15    | USA  | Nathaniel Niles      | 16            | 13            | 103           | 1154,25       |
| 16    | CAN  | Jack Eastwood        | 17            | 15            | 106           | 1136,25       |
|       | GER  | Werner Rittberger    | zurückgezogen | zurückgezogen | zurückgezogen | zurückgezogen |

Datum: 17. Februar 1928

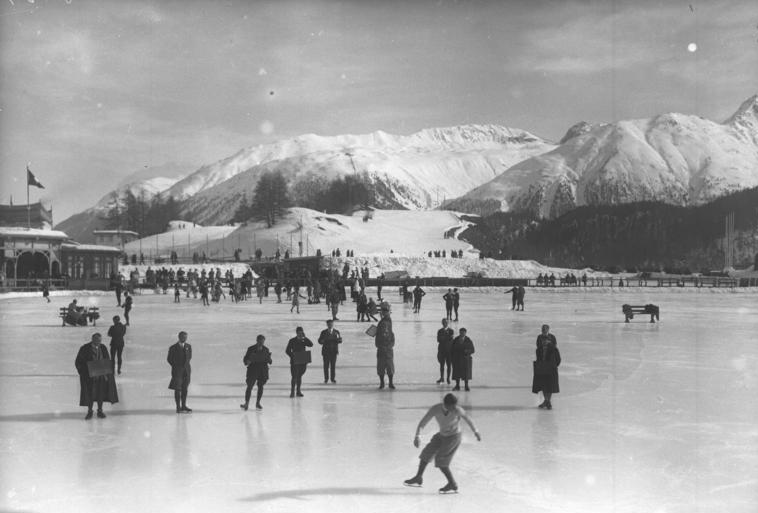
Gillis Grafström während der Pflichtfiguren

Der Wettbewerb bestand aus einer Pflicht und einer fünfminütigen Kür. Die Leistungen wurden von sieben Wertungsrichtern beurteilt. Darunter war Eduard Engelmann jr., der Begründer des Wiener Eislauf-Vereins. Von 17 Teilnehmern gab einer (Werner Rittberger) wegen Erkrankung auf.
Es kam wie schon vier Jahre zuvor zum Duell zwischen Gillis Grafström und Willy Böckl. Trotz einer Knieverletzung gewann Grafström sowohl Pflicht wie auch Kür, verteidigte somit seine Titel von 1920 und 1924 und wurde damit der bis heute einzige Eiskunstläufer, der drei olympische Titel in der Herrenkonkurrenz gewinnen konnte.
Vierter wurde der 18-jährige Karl Schäfer, der die nächsten beiden Male Olympiasieger werden sollte. Im gleichen Jahr nahm er auch an den Olympischen Sommerspielen im Brustschwimmen teil.

### Damen
| Platz | Land | Sportlerin           | P  | K  | Pz  | Pkt.    |
| ----- | ---- | -------------------- | -- | -- | --- | ------- |
| 1     | NOR  | Sonja Henie          | 01 | 01 | 008 | 2452,25 |
| 2     | AUT  | Fritzi Burger        | 06 | 02 | 025 | 2248,50 |
| 3     | USA  | Beatrix Loughran     | 04 | 04 | 028 | 2254,52 |
| 4     | USA  | Maribel Vinson       | 03 | 06 | 032 | 2224,50 |
| 5     | CAN  | Cecil Smith          | 02 | 03 | 032 | 2213,75 |
| 6     | CAN  | Constance Wilson     | 05 | 05 | 035 | 2173,00 |
| 7     | AUT  | Melitta Brunner      | 07 | 09 | 048 | 2087,50 |
| 8     | AUT  | Ilse Hornung         | 10 | 07 | 054 | 2050,75 |
| 9     | GER  | Ellen Brockhöft      | 08 | 10 | 067 | 2003,00 |
| 10    | USA  | Theresa Weld         | 09 | 13 | 077 | 1970,25 |
| 11    | FRA  | Andrée Joly          | 17 | 03 | 086 | 1910,00 |
| 12    | GER  | Margit Bernhardt     | 14 | 14 | 091 | 1890,00 |
| 13    | NOR  | Edel Randem          | 13 | 15 | 094 | 1880,75 |
| 14    | GBR  | Kathleen Shaw        | 11 | 19 | 095 | 1900,00 |
| 15    | GER  | Else Flebbe          | 16 | 12 | 103 | 1833,50 |
| 16    | NOR  | Karen Simensen       | 12 | 18 | 103 | 1811,75 |
| 17    | AUT  | Grete Kubitschek     | 15 | 17 | 110 | 1778,50 |
| 18    | GER  | Elaine Winter        | 18 | 11 | 110 | 1765,75 |
| 19    | SUI  | Elvira Barbey        | 19 | 16 | 125 | 1648,75 |
| 20    | FRA  | Anita de St. Quentin | 20 | 20 | 140 | 1114,25 |

Datum: 17. und 18. Februar 1928

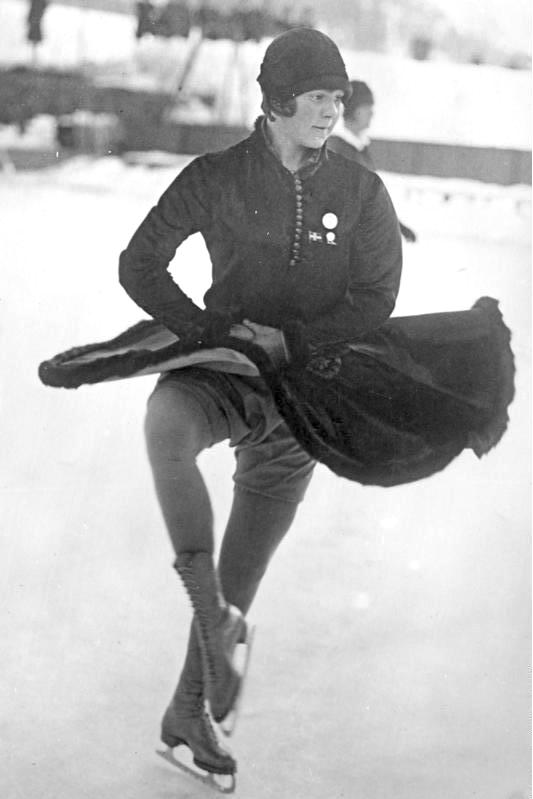
Sonja Henie zeigt eine Pirouette

Der Wettbewerb bestand aus einer Pflicht und einer vierminütigen Kür. Die Leistungen wurden von sieben Wertungsrichtern beurteilt. Die einzige Disziplin nur für Frauen hatte 20 Teilnehmerinnen.
Sonja Henie wurde mit 15 Jahren und 315 Tagen jüngste Winter-Olympiasiegerin in einer Einzeldisziplin. Dieser Rekord wurde ihr erst 1998 von der US-Amerikanerin Tara Lipinski (15 Jahre und 225 Tage), ebenfalls im Eiskunstlauf, abgenommen. Fritzi Burger gewann die Silbermedaille. Die Bronzemedaille ging an die US-Amerikanerin Beatrix Loughran, die vier Jahre zuvor schon Silber gewonnen hatte.

### Paare
| Platz | Land | Paar                                     | Pz    | Pkt.   |
| ----- | ---- | ---------------------------------------- | ----- | ------ |
| 1     | FRA  | Andrée Joly / Pierre Brunet              | 014,0 | 100,50 |
| 2     | AUT  | Lilly Scholz / Otto Kaiser               | 017,0 | 099,25 |
| 3     | AUT  | Melitta Brunner / Ludwig Wrede           | 029,0 | 093,25 |
| 4     | USA  | Beatrix Loughran / Sherwin Badger        | 043,0 | 087,50 |
| 5     | FIN  | Ludowika Jakobsson / Walter Jakobsson    | 051,0 | 084,00 |
| 6     | BEL  | Josy Van Leberghe / Robert Van Zeebroeck | 054,0 | 083,00 |
| 7     | GBR  | Ethel Muckelt / John Page                | 061,5 | 079,00 |
| 8     | GER  | Ilse Kishauer / Ernst Gaste              | 063,0 | 075,75 |
| 9     | USA  | Theresa Weld / Nathaniel Niles           | 079,5 | 069,00 |
| 10    | CAN  | Maude Smith / Jack Eastwood              | 095,5 | 067,25 |
| 11    | SUI  | Elvira Barbey / Louis Barbey             | 097,0 | 064,75 |
| 12    | TCH  | Libuše Veselá / Vojtěch Veselý           | 102,0 | 060,00 |
| 13    | GBR  | Kathleen Lovett / Proctor Burman         | 110,5 | 057,75 |

Datum: 19. Februar 1928

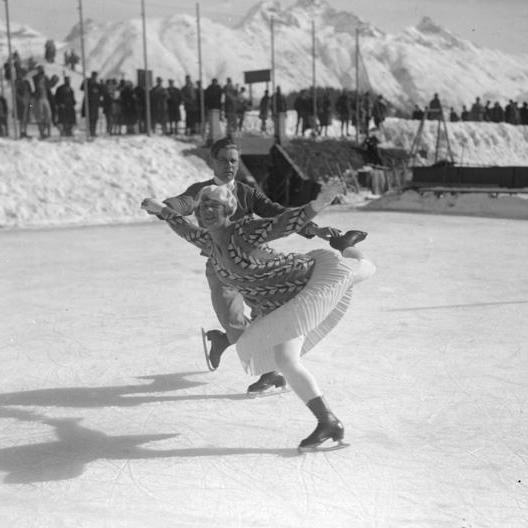
Lilly Scholz und Otto Kaiser auf dem Weg zu ihrer Silbermedaille

Der Wettbewerb bestand nur aus einer fünfminütigen Kür. Unter den sieben Wertungsrichtern war auch Heinrich Burger, der 1908 mit Anna Hübler den ersten Paarlauf-Olympiasieg errungen hatte. Insgesamt nahmen 13 Paare teil.
Die Franzosen Andrée Joly und Pierre Brunet, die 1926 erstmals Weltmeister geworden waren, wurden zum ersten Mal Olympiasieger. Ihre größten Konkurrenten dabei waren Lilly Scholz und Otto Kaiser. Sie gewannen die Silbermedaille. Auch Bronze ging an ein österreichisches Paar, nämlich an Melitta Brunner und Ludwig Wrede. Wrede war an der Seite von Herma Szabó 1925 und 1927 Paarlaufweltmeister geworden, hatte sich nach deren plötzlichem Rücktritt aber eine neue Partnerin suchen müssen.
Die Olympiasieger von 1920 und Olympiazweiten von 1924, Ludowika Jakobsson und Walter Jakobsson aus Finnland belegten zum Abschluss ihrer Karriere im Alter von 43 bzw. 46 Jahren den fünften Platz.